# Baptria aterrima
Baptria aterrima là một loài bướm đêm trong họ Geometridae.